# 陳奐仁
陳奐仁（英語：Hanjin Tan，1976年1月27日—），新加坡華裔創作男歌手，活躍於香港。首次拍攝電影《李小龍》即奪得第30屆香港電影金像獎最佳新演員獎。2022年，陳奐仁擔任無綫電視歌唱選秀節目《聲夢傳奇2》總監。

## 簡介
陳奐仁在新加坡出生，祖籍中国海南省，是新加坡著名學校英華學校（Anglo-Chinese School (Primary)）、英華自主中學（Anglo Chinese School）以及英華初級學院（Anglo Chinese Junior College）的校友，在新加坡劍橋'O'水平會考考得9A2B優异成績。中學時期曾經是新加坡游泳隊的隊員。他曾有一段短暫時間轉到萊佛士初級學院（Raffles Junior College）學習日文，之後再到英華初級學院上課。
陳奐仁語言天份高（粵語、英語、國語、日語、少量福建話、一點海南話），並考到七級鋼琴，亦精通演奏吉他，此外還是游泳隊和欖球隊成員，也喜歡玩滑板，名副其實能文能武。他19歲在新加坡武裝部隊當兵時，派了去拆彈組，在服完兵役后，升讀新加坡國立大學經濟系。
陳奐仁同時兼具作曲家、填詞人、唱片監制、混音師、歌手、歌唱評判。
1999年，陳奐仁的才華得到華語樂壇巨星張學友賞識，并得到機會為他的大碟《有個人》其中的兩首歌曲譜曲，從而剛剛出道就引來各方矚目。自2000年開始，他在香港多位歌手（李玟、鄭秀文、陳奕迅、容祖兒等）在他們的作品中擔任填詞、作曲、編曲或監制。2004年，陳奐仁成立了一個音樂制作團隊“The Invisible Man”。他亦曾在農夫、陳冠希等Hip Hop歌手的作品中唱普通話的部分。2007年下半年，他便為Christina Aguilera及韓國偶像歌手Rain監制百事可樂的廣告歌曲。
2009年3月20日，陳奐仁推出了首張個人爵士樂專輯《Raw Jazz》。2010年6月4日，陳奐仁與歐陽靖舉行MOOV Live 演唱會，兩人合作的唱片《Buy 1 Get 1 Free》于7月13日推出。同年6月6日，陳奐仁頂替杜麗莎擔任《超級巨聲2》評判。2011年8月28日，陳奐仁會推出首張個人國語專輯 《誰是陳奐仁》。2012年5月28日，陳奐仁加盟太陽娛樂文化，但已離開。
2018年，陳奐仁接受訪問時表示年輕讀書時是熱愛運動，後來怕受傷影響到音樂路，故選擇放棄運動。而已經年過四十的他，為了健康勤力減肥，練出一身肌肉。
2022年，陳奐仁成為無綫電視選秀節目《聲夢傳奇2》藍隊總監。

## 音樂作品
1999年
| - 張學友 - 和好不如初（曲） - 張學友 - 愛你痛到不知痛（曲） | - 張學友 - 女人香（曲） - 鄭中基 - 這個位置留給你（曲） |

2000年
| - 林依輪 - 趕走心裡的鬼（曲） | - 文章 - 別在我心灰時說愛我（曲） |

2001年
| - 李 玟 - So Crazy（曲、Rap詞） - 陳奕迅 - 愛是懷疑（曲、詞、編、監） - 陳奕迅 - Because You're Good To Me（曲、詞、編、監） - 陳奕迅 - 阿士匹靈（曲、編、監） - 陳奕迅 - 我也不會那麼做（曲、編、監） | - 陳奕迅 - 冤家（編、監） - 陳冠希 - 夜風 （詞、編） - 陳冠希 - Be My Baby（Rap詞） - 汪佩蓉 - 愛情魔力（曲） |

2002年
| - Energy - Intro（Energy is Coming）（詞、監） - Energy - 放手（詞、監） - Energy - Come On（詞、監） - Energy - 第二次愛上你（詞、監） - Energy - You Better Not Come home（詞、監） - Energy - More Than Words（詞、監） - Energy - 踢到鐵板（詞、監） - Energy - 夏令時間（詞、監） - Energy - 7 Days（詞、監） - Energy - One Time（詞、監） - Energy - 愛上半徑（詞、監） - Energy - Together（詞、監） - Energy - 永遠不說再見（詞、監） - Energy - Outro（Epilogue）（詞、監） - 丁文琪 - 只想跟你在一起（曲、詞、編、監） | - 何耀珊 - 幸福（曲、詞、編、監） - 何耀珊 - Agapa’o（完全的爱）（編、監） - 林志炫 - 光榮紀念日（曲） - 張學友 - 為什麼愛是這樣（曲、詞、編） - 許慧欣 - Keep It Up（曲） - 陳冠希 - 信者得救 （曲、編、監） - 陳冠希 - 愛沒有罪（曲、編、監） - 陳冠希 - 有幾壞（曲、編、監） - 陳冠希 - 獨行俠（曲、編、監） - 陳冠希 - 流浪車票（編、監） - 陳冠希 - 冤家（編、監） - 陳冠希 - I Never Told You（詞、編、監） - 陳冠希 - 看著我（曲、詞、編、監） - 陳冠希 - 忘了她（曲、詞、編、監） - 陳冠希 - 電話（曲、詞、編、監） |

2003年
| - 陳小春 - 黃豆（曲、詞、編、監） - 陳小春 - 爆發（曲、詞、編、監） - 陳小春 - 沉默（曲、詞、編、監） - 陳小春 - 留不得（曲、詞、編、監） - 陳小春 - 補償（曲、詞、編、監） - 陳小春 - 好劍（曲、詞、編、監） - 陳小春 - 不再苦（曲、詞、編、監） - 陳冠希 - 無心睡眠（編、監） - 何韻詩 - 我是芭比（曲、編、監） - 何韻詩 - 迪里斯的婚禮（曲、編、監） - 陳文媛 - 羽毛（曲、編、監） - 陳文媛 - 選擇（曲、編、監） - 陳嘉唯 - Feel Good（曲） - 陳嘉唯 - Hey Boy（曲） - 陳嘉唯 - Don't Call Me Baby （曲） - Energy - Boom（詞、編、監） |

2004年
- 陳冠希 - 大力D（曲）
- 陳冠希 - Easy（曲、詞）
- 陳冠希 - 尼古丁（曲）
- 陳冠希 - Outro（曲）
- 陳冠希 - Hidden Track（曲）
- 陳冠希、MC仁 - 欺生（曲）
- 陳冠希、MC仁 - Wake Up（曲）
- 陳冠希、MC仁、陳奐仁 - 即影即有（曲）
- 陳冠希、MC仁、陳奐仁 - 香港地（曲、詞）
- 陳冠希、MC仁、Eric Kwok - 馬戲團（曲）
- 陳冠希、MC仁、陳奐仁、胡蓓蔚 - 戰爭（詞）

2005年
| - 吳浩康 - 新手（Rap詞） - 吳浩康 - 講深（曲） - 林海峰 - 細路哥I（曲、編、監） - 林海峰 - 三字頭（曲、編、監） - 林海峰 - 維園阿伯（曲、編、監） - 林海峰 - 億萬少年彼得潘（曲、編、監） - 林海峰 - 老婆仔女狗仔隊（監） - 林海峰 - 細路哥II（曲、編、監） - 林海峰 Feat. 鄭中基、蘇永康、梁漢文、古巨基 - 男子組（曲、編、監） - 梁詠琪 - 在天堂遇見的人（與梁詠琪共同作曲） | - 陳小春 - 啞忍（曲）（國語版 - 媽媽的話（曲）） - 陳冠希、陳奐仁 - Forgot To Say（曲） - 陳冠希、陳奐仁、Chef - Do What We Gotta（曲） - 劉德華 - 我得你(the invisible acapella mix)（编曲兼人声伴奏） - 鄭 融 - 愛得耐（曲、詞、編、監） - 鄭 融 - 不便（曲、監） - 鄭 融 - 緊箍咒（監） - 鄭 融 - 對手（曲、監） - 鄭 融 - 慢性傷害（曲、詞、監） - 鄭 融 - 熟（曲、監） |

2006年
| - 王浩信 - 分手不分開（曲、監） - 李 玟 - Waiting For Me（曲） - 阮民安 - 青年宮（曲） - 林海峰 - 踎低噴飯（曲、編、監） - 林海峰 - 粒粒（編、監） - 容祖兒 - 心花怒放（曲） - 陳小春 - 教我怎麼不想你（監） - 鄭希怡 - 一拍即賣（曲） - 鄭希怡 - 係咪先（曲、詞） |

2007年
| - Energy - 天生反骨（曲） - 容祖兒 - 逃（曲） - 容祖兒 - Lucky Star（曲） - 陳冠希 - 記得我嗎（曲、詞） - 陳冠希 - 拳頭（曲、詞） - 陳冠希 - Act Like You Know（曲、詞） - 陳冠希 - 是我（曲） - 陳冠希 - 凌晨1點37分（曲、詞） - 陳冠希 - My Baby（曲、詞） - 陳冠希 - 又一年（曲、詞） - 陳冠希、Just Blaze - 精神分裂（曲、詞） | - 陳冠希、陳奐仁 - 淚（詞） - 陳冠希、陳奐仁 - 不可能（曲、詞） - 陳柏宇 - 萬中無一（曲） - 溫 嵐 - 喇叭嘴（曲） - 鄭 融 - 你諗咗去邊（曲） - 鄭 融 - 難過（曲） - 鍾舒漫 - 乖小姐（曲） - 鍾舒漫 - Let's Pop（曲） - 鍾舒漫 - Call Me（曲） - 鍾舒漫 - 好好擁抱（曲） |

2008年
| - Freeze - Shiba-Za（曲、編、監） - 方珈悠 - 最緊要快（曲、編、監） - 方珈悠 - 洗心革面（曲、編、監） - 何韻詩 - 青山黛瑪（曲、編、監） - 何韻詩 - 安妮寶貝（曲、編、監） - 何韻詩 - 楊子經書（曲、編、監） - 何韻詩 - 丹賴斯隊（曲、編、監） - 何韻詩 - 查理淑儀（曲、編、監） - 何韻詩 - 堂吉訶德（曲、編、監） - 何韻詩 - 少年維特（曲、編、監） - 何韻詩 - 愛德蒙多（曲、編、監） - 何韻詩 - 風見志郎（曲、編、監） - 何韻詩 - 美空雲雀（曲、編、監） - 林海峰 - 傻婆（曲、編、監）（《天生反骨》粵語版） - 范萱蔚、裕美 - 少女大帝（曲、編、監） | - 范萱蔚、裕美 - 一次心動（曲、編、監） - 范萱蔚 - 廿二世紀少女（曲、編、監） - 范萱蔚 - 比武招親（曲、編、監） - 范萱蔚 - 冬甩（曲、編、監） - 陳柏宇 - 原諒我怕黑（曲、編、監） - 楊千嬅 - 當女飛俠愛上萬能俠（曲、編、監） - 葉乃文 - 滾開（曲、詞） - 劉美君 - 私人補習（曲、監） - 黎 明 - 事過境遷（曲、編、監） - 黎 明 - 回來說愛著我（曲、編、監） - 鍾舒漫 - 請你合作（曲、監） - 鍾舒漫 - 陽光小小姐（曲） - 鍾舒漫 - 紅磚（曲、編、監） - 鍾舒漫 - 買得到（曲、編、監） |

2009年
| - 楊千嬅 - 你幸福嗎（監） - 楊千嬅 - 藍風箏（監） - 鄭秀文、24 Herbs - 罪與罰（粵）（曲、編、監） - 鄭秀文、24 Herbs - Forgiveness（曲、詞、編、監） - 何韻詩 - 舊約（曲、編、監） - 何韻詩 - 飛簷（曲、編、監） - 何韻詩 - 惹火（曲、編、監） - 何韻詩 - 狂草（曲、編、監） - 何韻詩 - 冰心（曲、編、監） - 何韻詩 - 面書（曲、編、監） - 何韻詩 - 可可（曲、編、監） - 何韻詩 - 妮歌（曲、編、監） - 何韻詩 - 金剛經 （編、監） - 何韻詩 - 舊約（青山變奏）（曲、監） - 何韻詩 - Goo Vibration（曲、編、監） | - 容祖兒、倉木麻衣、林俊傑、張敬軒、泳 兒、陳偉霆、徐子珊、G.E.M. - Cheer Up!（曲） - 林一峰、林二汶 - 好天氣（編） - 張智霖、HotCha - 情愛現代事故（曲、編、監） - 衛 蘭 - Remember（曲、編、監） - 林海峰 - Yes, I Do（曲、編、監） - 陳偉霆 - 戰士（曲、編、監） - 陳偉霆 - M.J.（曲、編、監） - 鍾舒漫 - Higher（曲、編、監） - 鍾舒漫 - 妹妹（監） - 鍾舒漫 - 親手擁抱（監） - 鍾舒漫 - 我有想着你（監） - 鍾舒漫 - 不速之客（曲、監） - 溫家恆 - 極（編、監） |

2010年
| - JW、衛 蘭 - 男人信什麼（曲） - 王力宏 - Dragon Dance（曲） - 何韻詩 - 詩與胡說（Vocal Producer） - 何韻詩 - 瘋子（Vocal Producer） - 何韻詩 - 出走太平洋（Vocal Producer） - 何韻詩 - 愛麗絲夢遊仙境症候群（Vocal Producer） - 何韻詩 - 菇菇歌 （曲、詞、編、監） - 何韻詩 - 西佰利亞開滿臘梅花（Vocal Producer） - 何韻詩 - 鋼鐵人（Vocal Producer） - 何韻詩 - 噓（Vocal Producer） - 何韻詩 - In the End（Vocal Producer） - 何韻詩 - 無名（Vocal Producer） - 何韻詩 - 鋼鐵是怎樣煉成的（Vocal Producer） - 林海峰 - Woooh（曲、編、監） - 孫耀威 - 困獸鬥（編、監） - 容祖兒 - 綠野仙（曲、監） - 梁詠琪 - 厚愛（曲、監） - 梁詠琪 - 記得不記得（曲、監） | - 郭富城 - I'm your man（Rap詞、編） - 陳奐仁、MC Jin - 買一送一（曲、詞、編、監） - 陳奐仁、MC Jin - 安眠藥（曲、詞、編、監） - 陳奐仁、MC Jin - 甚麼都不做（曲、詞、編、監） - 陳奐仁、MC Jin - 女朋友（曲、詞、編、監） - 陳奐仁、MC Jin - 睇低你（曲、詞、編、監） - 陳奐仁、MC Jin - 慢走，再見，老朋友（曲、詞、編、監） - 陳奐仁、MC Jin - 媽媽（曲、詞、編、監） - 陳奐仁、MC Jin - 妥協（曲、詞、編、監） - 陳奐仁、MC Jin - 希望（曲、詞、編、監） - 陳奐仁、MC Jin - Happiness（曲、詞、編、監） - 陳奐仁、MC Jin、鍾舒漫 - Guys and Gals - 鄭秀文 - Water Of Love（編、監） - 鄭秀文 - Water Of Love（國）（編、監） - 鄭秀文、吳建豪 - 罪與罰（國）（曲、編、監） - 鄭秀文、陳奐仁 - 一步一步愛（曲、詞） - 薛凱琪 - 字花（曲、編、監） - 關楚耀 - 博愛（曲） |

2011年
| - 古巨基 - 犀利歌（曲、編、監） - 何韻詩 - 青空（Vocal Producer） - 余文樂 - 給我一杯（曲、詞、編、監） - 余文樂 - 喂！喂！（曲、詞、編、監） - 余文樂 - 其實我們很熟（曲、詞、編、監） - 余文樂 - 默背妳的心碎（監） - 余文樂 - 快瘋了（曲、詞、編、監） - 余文樂 - 你說我太帥（曲、編、監） - 余文樂 - 有骨氣（曲、編、監） - 余文樂、陳奐仁 - 男人愛麻煩（曲、詞、編、監） - 吳雨霏 - 救命（曲、編、監） - 李治廷 - 誰能代替（編、監） - 狄易達 - 假使能重頭遇見（曲、詞、監） - 林海峰 - 太空沖天反斗兵（曲、監） - 林海峰 - 左擁右抱（曲、編、監） - 商天娥、陳奐仁 - Right on Time（曲、編、監；歌詞與楊熙合填） | - 張智霖 - 愛到底是什麼（曲、詞、監） - 張智霖 - 深愛著你（監） - 曹蕙蘭 - 親情（曲、編、監） - 曹蕙蘭 - 蘭花（曲、編、監） - 曹蕙蘭 - Auld Lang Syne（曲、編、監） - 許志安 - 男人世界（監） - 許志安、蘇永康 - 愛‧不再（監） - 野 仔 Feat. 陳奐仁 - Chok的故事（上集）（曲、詞、編、監） - 陳文婷 - Good To Be A Girl（曲） - 陳奕迅 - 內疚（曲、詞、編、監） - 陳奐仁 - 沒時間後悔（曲、詞、編、監） - 曾路得 - 父（編、監） - 溫 拿 - 樂壇風雲（曲、編、監） - 蕭敬騰 - 你（曲） - 薛凱琪 - 8月號（曲、編、監） |

2012年
| - 鄭家星 - Affection（詞：與鄭家星合填） - 信 - 無所謂（曲） - 蕭敬騰 - Marry Me（與林雅慧作曲） |

2013年
| - 鄭秀文 - 天生一半（曲、編） |

2014年
| - 李宇春 - 什麼（曲） - 張智霖 - 你是如此難以忘記（編、監） - 張智霖 - 後來（編、監） - 蕭敬騰 Feat. 范瑋琪 - 鈴鈴（曲） | - 梁洛施 Feat. 詹瑞文 - 快樂勿語（曲、編、監） - 鄭秀文 - 生命中不能承受之悲（曲、詞、編、監） - 鄭欣宜 Feat. 陳奐仁 - Stupid With You（曲、詞、編、監） |

2015年
| - 王梓軒 Feat. 陳奐仁 - 點止冰冰（曲、編、監） | - 鄭欣宜 - 你瘦夠了嗎？（曲、編、監） |

2017年
| - 享樂團、陳奐仁 - 一年又一年（曲、編、監） - 陳奐仁 - 你最美麗（曲、編、監） - 陳奐仁 - 驚輸（曲、編、監） - 陳奐仁 - 清潔阿嬸（曲、編、監） | - 鄭欣宜、陳奐仁 - 防彈衣（曲、詞、編、監） - 陳奐仁 - 健康美 （曲、編、監） - 陳奐仁 - 愛的力量（曲、編、監） |

2018年
| - 吳浩康 - 那怕最終一個人（曲、編） |

2019年
| - 鄺星宇 - 俗世情歌（曲） |

2025年
| - 旨呈 Feat. 童童、Pony - Siu 4（曲、編、監） | - 林芊瑩 - 孤獨的質感（曲） |

## 專輯
| 專輯 # | 專輯名稱                                                                            | 專輯類型 | 發行公司                           | 發行日期                                  | 曲目 |
| ------ | ----------------------------------------------------------------------------------- | -------- | ---------------------------------- | ----------------------------------------- | --- |
| 1st    | Raw Jazz (英語專輯)                                                                 | 大碟     | BBS Records                        | 2009年3月20日                             | 曲目 CD 1. Sweet Lorraine 2. Wave 3. Honeysuckle Rose 4. Cheek To Cheek 5. That Old Black Magic 6. Moody's Mood For Love 7. Skylark 8. I've Got You Under My Skin 9. A Foggy Day 10. The Nearness Of You |
| 2st    | 買一送一(粤語Rap+國語唱專輯)                                                        | 大碟     | BBS Records                        | 2010年7月19日                             | 曲目 MC Jin負責Rap詞的部分、Hanjin負責唱歌 CD 1. 買一送一 2. 安眠藥 3. 甚麼都不做 4. 女朋友 5. 睇低你 6. 慢走，再見，女朋友 7. 媽媽 8. 妥協 9. 希望 10. Happiness DVD 1. 買一送一 MV MOOV LIVE 2010 陳奐仁 & MC Jin 1. 慢走，再見，女朋友 2. 安眠藥 3. 睇低你 4. 媽媽 5. 妥協 6. 買一送一 7. 甚麼都不做 8. 希望 9. 女朋友 10. Happiness 11. Encore / 買一送一                                                            |
| 3rd    | 誰是陳奐仁(粤語+國語專輯)                                                           | 大碟     | BBS Records                        | 2011年8月30日                             | 曲目 CD 1. 雙手朝天 2. 沒時間後悔 3. 幹嗎傷心 4. 音樂賺錢不靠譜 5. 安全感 6. 好朋友 7. 一座鋼琴,一把木吉他,一把電吉他 8. 沒出息 9. 沒所謂 10. 寶貝 11. 我們都有錯 12. 慢走,再見,老朋友 13. 你有我的關懷 14. Happiness 15. 光脫脫 16. Simple Things |
| 3rd    | 誰是陳奐仁(國語+英語DEMO專輯)                                                       | 大碟     | BBS Records                        | 2011年8月30日                             | 曲目 CD 1. 愛到底是甚麼 2. Till The End 3. You 4. Can You Hear My Heart 5. Cry 6. Yung Kee 7. Love And Money 8. Rich 9. My Life 10. Higher 11. One In Million 12. Never Give Up 13. Forgiveness |
| 4th    | 快樂可以很簡單--音樂全才陳奐仁(附CD)(國語+英語專輯)                                 | 大碟     | 三聯書店                           | 2012年2月22日                             | 曲目 1. 快樂可以很簡單 2. 不是富豪 3. Happiness |
| 4th    | 矛盾(國語專輯)                                                                      | 大碟     | BBS Records 太陽娛樂文化           | 2013年1月30日                             | 曲目 1. 矛盾 2. 相濡以沫 3. 毛毛蟲 4. 他她他 5. I Love You 6. 手牽手 7. 微博分手記 8. 小甜心 9. 心房的鑰匙 10. 還是老歌最感動 |
| 5th    | 大詩仁(粤語+國語新曲+精選專輯)                                                      | 大碟     | BBS Records 太陽娛樂文化           | 2013年10月22日                            | 曲目 CDDisc 1(新曲) 1. 站起來 2. US$20 3. 罪與罰(acoustic) CDDisc 2(精選) 1. 矛盾 2. 相濡以沫 3. 他她他 4. 手牽手 5. 微博分手記 6. 小甜心 7. 心房的鑰匙 8. 還是老歌最感動 CDDisc 3(精選) 1. 沒時間後悔 2. 幹嗎傷心 3. 音樂賺錢不靠譜 4. 安全感 5. 好朋友 6. 一座鋼琴,一把木結他,一把電結他 7. 沒出息 8. 沒所謂 9. 寶貝 10. 我們都有錯 11. 慢走，再見，老朋友 12. 你有我的關懷 13. Happiness 14. 光脫脫 15. Simple Things |
| 6th    | 不求人大樂隊(國語+个人为此专辑独家Beatbox+和声+自弹自唱+不用人在伴乐使用Loop的專輯) | 大碟     | BBS Records 海蝶音乐（台湾、中国） | 2016年10月7日                             | 曲目 CD 1. 一步一步愛 2. 站起來 3. 雙手朝天 4. 沒出息 5. 我們都有錯 6. So Crazy 7. Marry Me 8. 愛是懷疑 |
| 7th    | Rap One - Love Is Pain                                                              | 數碼EP   | BBS Records 滾石唱片               | 2017年8月25日                             | 曲目 CD 1. 你最美麗 2. 健康美 3. 驚輸 4. 愛的力量 5. 清潔阿嬸 |
| 8th    | Clouds in My Coffee差不多人生                                                       | 大碟     | BBS Records 滾石唱片               | 2017年12月26日(數位) 2017年12月28日(實體) | 曲目 CD 1. 愛的力量 2. 睡覺浪費時間 3. 健康美 4. 富貴病 5. 驚輸 6. 旅行 7. 清潔阿嬸 8. 幸福 9. 差不多女神和差不多先生 10. 你最美麗 |
| 7th    | 壞人的價值                                                                          | 數碼EP   | BBS Records 滾石唱片               | 2018年3月21日                             | 曲目 CD 1. 拉菲 feat.劉凱彥 2. 蒼蠅 3. 好人好自己 4. Gimme Love 5. 打 Call feat.劉凱彥 |
| 7th    | 小小歌                                                                              | 數碼大碟 | BBS Records 滾石唱片               | 2019年3月21日                             | 曲目 CD 1. 瞳話 2. Invincible 3. Eat Your Vegetables 4. 飛毯 5. Catch Me if You Can 6. 超人的面具 7. Ostinatos 8. 小小歌 9. 幼齒 10. You in My Life |

## 派台歌曲成績
| 派台歌曲成績（四台）           | 派台歌曲成績（四台） | 派台歌曲成績（四台） | 派台歌曲成績（四台） | 派台歌曲成績（四台） | 派台歌曲成績（四台） | 派台歌曲成績（四台）                                                              | 派台歌曲成績（四台）                                                              |      |
| ------------------------------ | -------------------- | -------------------- | -------------------- | -------------------- | -------------------- | --------------------------------------------------------------------------------- | --------------------------------------------------------------------------------- | ---- |
| 唱片                           | 歌曲                 | 903                  | RTHK                 | 997                  | TVB                  | 備註                                                                              | 備註                                                                              |      |
| 2010年                         |                      |                      |                      |                      |                      |                                                                                   |                                                                                   |      |
| 買一送一                       | 女朋友               | 14                   | -                    | -                    | -                    | 與歐陽靖合唱                                                                      | 與歐陽靖合唱                                                                      |      |
| 買一送一                       | 買一送一             | 17                   | 3                    | 7                    | 1                    | 首支冠軍歌 與歐陽靖合唱                                                           | 首支冠軍歌 與歐陽靖合唱                                                           |      |
| 信者得愛                       | 一步一步愛           | 2                    | 1                    | 3                    | -                    | 與鄭秀文合唱                                                                      | 與鄭秀文合唱                                                                      |      |
| 買一送一                       | 媽媽                 | -                    | -                    | -                    | -                    | 與歐陽靖合唱                                                                      | 與歐陽靖合唱                                                                      |      |
| 買一送一                       | 甚麼都不做           | -                    | -                    | -                    | -                    | 與歐陽靖合唱                                                                      | 與歐陽靖合唱                                                                      |      |
| 買一送一                       | Happiness            | 3                    | -                    | 4                    | -                    | 與歐陽靖合唱                                                                      | 與歐陽靖合唱                                                                      |      |
| 2011年                         |                      |                      |                      |                      |                      |                                                                                   |                                                                                   |      |
|                                | 放棄不如放臭屁       | -                    | -                    | -                    | -                    | 與詹瑞文合唱                                                                      | 與詹瑞文合唱                                                                      |      |
| 誰是陳奐仁                     | 沒時間後悔           | -                    | -                    | -                    | -                    | TVB劇集怒火街頭主題曲                                                             | TVB劇集怒火街頭主題曲                                                             |      |
| 誰是陳奐仁                     | 安全感               | -                    | -                    | -                    | -                    |                                                                                   |                                                                                   |      |
| 誰是陳奐仁                     | 沒出息               | 10                   | -                    | -                    | -                    |                                                                                   |                                                                                   |      |
| 誰是陳奐仁                     | 我們都有錯           | -                    | -                    | 2                    | -                    |                                                                                   |                                                                                   |      |
| 快樂可以很簡單--音樂全才陳奐仁 | 快樂可以很簡單       | 2                    | -                    | -                    | -                    |                                                                                   |                                                                                   |      |
| 2012年                         |                      |                      |                      |                      |                      |                                                                                   |                                                                                   |      |
| 矛盾                           | 矛盾                 | 10                   | 12                   | 2                    | 2                    |                                                                                   |                                                                                   |      |
| 2013年                         |                      |                      |                      |                      |                      |                                                                                   |                                                                                   |      |
| 矛盾                           | 毛毛蟲               | 2                    | 3                    | 2                    | 5                    |                                                                                   |                                                                                   |      |
| 矛盾                           | I Love You           | 15                   | -                    | -                    | -                    |                                                                                   |                                                                                   |      |
| 快樂可以很簡單--音樂全才陳奐仁 | 不是富豪             | -                    | -                    | -                    | -                    |                                                                                   |                                                                                   |      |
| 大詩仁                         | 站起來               | -                    | -                    | -                    | -                    |                                                                                   |                                                                                   |      |
| 2014年                         |                      |                      |                      |                      |                      |                                                                                   |                                                                                   |      |
|                                | 下墜或天上飛         | -                    | -                    | -                    | -                    |                                                                                   |                                                                                   |      |
| 2017年                         |                      |                      |                      |                      |                      |                                                                                   |                                                                                   |      |
|                                | 一年又一年           | -                    | 12                   | -                    | -                    | 與享樂團合唱                                                                      | 與享樂團合唱                                                                      |      |
|                                | 防彈衣               | -                    | -                    | 1                    | -                    | 與鄭欣宜合唱                                                                      | 與鄭欣宜合唱                                                                      |      |
| 2018年                         |                      |                      |                      |                      |                      |                                                                                   |                                                                                   |      |
| 壞人的價值                     | 拉菲                 | 17                   | -                    | 2                    | -                    |                                                                                   |                                                                                   |      |
| 壞人的價值                     | 蒼蠅                 | -                    | -                    | 2                    | -                    |                                                                                   |                                                                                   |      |
| 2019年                         |                      |                      |                      |                      |                      |                                                                                   |                                                                                   |      |
|                                | 恭喜八婆             | -                    | -                    | -                    | ×                    | 與梁詠琪、陳逸寧、谷祖琳、林兆霞、徐天佑、陳靜、丁可欣、曾國祥、豪Dee、雞Wing合唱 | 與梁詠琪、陳逸寧、谷祖琳、林兆霞、徐天佑、陳靜、丁可欣、曾國祥、豪Dee、雞Wing合唱 |      |
| 小小歌                         | 瞳話                 | -                    | -                    | 9                    | -                    |                                                                                   |                                                                                   |      |
| 小小歌                         | 幼齒                 | -                    | -                    | -                    | -                    |                                                                                   |                                                                                   |      |
|                                | Can You Hear Me      | -                    | -                    | 2                    | -                    |                                                                                   |                                                                                   |      |
| 派台歌曲成績（五台）           |                      |                      |                      |                      |                      |                                                                                   |                                                                                   |      |
| 唱片                           | 歌曲                 | 903                  | RTHK                 | 997                  | TVB                  | ViuTV                                                                             | 備註                                                                              | 備註 |
| 2023年                         |                      |                      |                      |                      |                      |                                                                                   |                                                                                   |      |
|                                | Signs                | -                    | -                    | -                    | -                    | ×                                                                                 |                                                                                   |      |

| 各台冠軍歌總數 | 各台冠軍歌總數 | 各台冠軍歌總數 | 各台冠軍歌總數 | 各台冠軍歌總數 | 各台冠軍歌總數    | 各台冠軍歌總數    | 各台冠軍歌總數 |
| -------------- | -------------- | -------------- | -------------- | -------------- | ----------------- | ----------------- | -------------- |
| 四台a          | 903            | RTHK           | 997            | TVB            | 備註              | 備註              | 備註           |
| 四台a          | 0              | 1              | 1              | 1              | 四台冠軍歌總數：0 | 四台冠軍歌總數：0 |                |
| 五台b          | 903            | RTHK           | 997            | TVB            | ViuTV             | 備註              |                |
| 五台b          | 0              | 0              | 0              | 0              | 0                 | 五台冠軍歌總數：0 |                |

- （*）上榜中
- （-）未能上榜
- （×）沒有派往該台
- ^  注解a：包括2023年後的冠軍歌曲
- ^  注解b：2023年起

## 演出作品

### 綜藝節目（無綫電視）
- 2010年：《超級巨聲2》評審
- 2010年：《TVB全球華人新秀歌唱大賽2010》評審
- 2011年：《超級巨聲3》評審
- 2013年：《星夢傳奇》評審
- 2013年：《TVB全球華人新秀歌唱大賽2013》評審
- 2021年：《聲夢傳奇》評審
- 2022年：《聲夢傳奇2》藍隊總監

### 電視劇（無綫電視）
- 2011－2012年：結·分@謊情式 飾 吳樂仁（怪獸）（第二男主角）
- 2014年：老表，你好hea！ 飾 陳奐仁（客串）
- 2015年：衝線 飾 黎義廉（第三男主角）
- 2016年：潮流教主 飾 池偉文（Man）（第四男主角）

### 電視劇（ViuTV）
- 2020年：歎息橋 飾 胡啟源（Ken）

### 電視劇（香港電台）
- 2015年：《回到未來錢》單元《美麗帳單》

### 電視節目（ViuTV）
- 2020年：《Show肌》主持

### 電影
- 2010年：《李小龍》 飾 奀仔（男配角）
- 2011年：《勁抽福祿壽》飾 住戶（客串）
- 2012年：《2012我愛香港喜上加囍》飾 陳奐仁（客串）
- 2013年：《溝女不離三兄弟》飾 葉禮信（男主角）
- 2015年：《壹獄壹世界：高登闊少踎監日記》飾 盧志遠（撈仔）
- 2016年：《賭城風雲III》饰 囚犯（客串）
- 2019年：《恭喜八婆》饰 Boris（男同性恋者）
- 2025年：《水餃皇后》

## 節目嘉賓
- 2014年:  《今晚睇李》
- 2015年:  《超強選擇1分鐘》
- 2015年:  《歡樂滿些牙》
- 2015年:  《我係小廚神2》
- 2016年:  《Sunday好戲王》
- 2016年:  《我是歌手 (第四季)》
- 2016年:  《我愛香港》
- 2017年:  《中國有嘻哈》
- 2017年:  《The Voice 決戰好聲》
- 2018年:  《美女廚房 (第三輯)》
- 2020年:  《Chill Club》

## 獎項

### 2010年度
- 第十屆華語音樂傳媒大獎 - 最佳爵士／藍調藝人《Raw Jazz》
- 演藝動力大獎2010 - 歌曲組 最突出幕後精英《Faith》（與蔡德才、馮翰銘、梁基爵一同獲獎）
- 第十屆全球華語歌曲排行榜 - 最受歡迎對唱歌曲《一步一步愛》（與鄭秀文一同獲獎）
- 第十屆全球華語歌曲排行榜 - 最佳編曲《一步一步愛》
- 新城勁爆頒獎禮2010 - 新城勁爆Hip Hop歌手
- 2010年度TVB8金曲榜頒獎典禮 - TVB8金曲榜最佳合唱歌曲獎《買一送一》（與MC Jin一同獲獎）
- 2010年度TVB8金曲榜頒獎典禮 - TVB8金曲榜最佳編曲獎《Water of Love》
- 2010年度TVB8金曲榜頒獎典禮 - TVB8金曲榜最佳唱作歌手獎 銀獎
- 2010年度十大勁歌金曲獎頒獎禮 - 最受歡迎唱作歌星 金獎（與MC Jin一同獲獎）
- 2010年度十大勁歌金曲獎頒獎禮 - 最佳作曲《男人信什麼》

### 2011年度
- 第6屆香港電影導演會年度大獎 - 年度新演員 銅獎
- 第30屆香港電影金像獎 - 最佳新演員《李小龍》
- 新城勁爆頒獎禮2011 - 新城勁爆專輯《誰是陳奐仁》
- 新城勁爆頒獎禮2011 - 新城勁爆亞洲創作歌手大獎
- 2011加拿大至Hit中文歌曲排行榜全國總選 - 粵語組別 全國推崇作曲人

### 2012年度
- 新城國語力頒獎禮2012 - 新城國語力歌曲《安全感》
- 新城國語力頒獎禮2012 - 新城國語力專輯《誰是陳奐仁》
- 新城國語力頒獎禮2012 - 新城國語力亞洲創作歌手
- 2012勁歌金曲優秀選第三回 - 最受歡迎華語歌曲獎《矛盾》
- 新城勁爆頒獎禮2012 - 新城勁爆國語歌曲《矛盾》
- 新城勁爆頒獎禮2012 - 新城勁爆亞洲創作歌手大獎
- 2012年度十大勁歌金曲頒獎典禮 - 2012年度傑出表現獎 銀獎
- SINA Music樂壇民意指數頒獎禮2012 - SINA Music 國語歌曲大獎《矛盾》

### 2013年度
- 第9屆「勁歌王」全球華人樂壇音樂盛典 - 國語金曲獎《矛盾》
- 第9屆「勁歌王」全球華人樂壇音樂盛典 - 勁歌創作王大獎

### 2016年度
- 第一屆十大勁曲金曲分獎典禮 - 十大勁曲金曲獎 第二位《北韓海闊天空》

### 2018年度
- 2018全球華語金曲獎 - 傑出年青歌手／偶像

## 外部連結
- 陳奐仁官方網站 （页面存档备份，存于）
- 陳奐仁的新浪微博
- YouTube上的陳奐仁頻道
- 陳奐仁的Facebook專頁
- 陳奐仁的Instagram帳戶
- 陳奐仁Yahoo! Blog （页面存档备份，存于）
- 陳奐仁的網易雲音樂主頁 （页面存档备份，存于）
- 陳奐仁在互联网电影资料库（IMDb）上的資料（英文）
- 陳奐仁在香港影庫上的簡介